# 이바라촌 (시마네현)
이바라촌(井原村)은 시마네현 오치군에 있던 촌이다. 현재의 오난정의 일부에 해당한다.